# ダハボン州
ダハボン州 (ダハボンしゅう、Dajabón) は、ドミニカ共和国の地方自治体。ハイチ共和国との国境に位置する。

## 基本情報
- 州都： ダハボン
- 面積： 1,021 km²
- 人口：78,045 人
- 人口密度：76.4 / km²
- ISOコード：DO-05

## 略史
- 1938年、モンテ・クリスティ州から、リベルタドール（Libertador）の名前で分割。
- 1961年、ダハボン州に名称変更

## 産業
- 農業：米、ピーナッツ
- 家畜：牛
- 漁業
- 鉱物：泥、鉄

## 隣接州
- モンテ・クリスティ州
- サンティアゴ・ロドリゲス州
- エリアス・ピーニャ州
- 中央県
- 北東県

## 地域区分

### 自治体
- Dajabón
- Loma de Cabrera
- Restauración

### 行政区
- El Pino
- Partido